# Nat Towles
Nat Towles (Nueva Orleans, 10 de agosto de 1905-Berkeley (California), enero de 1963) fue un músico estadounidense, líder de bandas de jazz y big band, popular en su ciudad natal de Nueva Orleans, Luisiana, en Omaha, Nebraska y en Chicago, Illinois. También fue educador musical en Austin, Texas. La banda de Nat Towles está considerada como una de las mejores bandas territoriales de todos los tiempos por los músicos que tocaron en ella y por otros que la escucharon.

## Biografía
Hijo del bajista Phil "Charlie" Towles, Nat nació en Nueva Orleans, Luisiana, el 10 de agosto de 1905. Comenzó su carrera musical como guitarrista y violinista a la edad de 11 años, pero cambió al contrabajo a la edad de 13. Actuó en Nueva Orleans durante sus años de adolescencia con la Melody Jazz Band de Gus Metcalf, y finalmente tocó con varias bandas, incluyendo las de Buddie Petit, Henry "Red" Allen, Jack Carey y la Original Tuxedo Jazz Orchestra.
En 1923 formó The Nat Towles' Creole Harmony Kings. Esta banda de jazz se convirtió en una de las bandas territoriales más destacadas de Texas, Oklahoma, Kansas y Nebraska. En 1925 tocó el bajo para Fate Marable, y reformó su propia banda al año siguiente. En 1934, Towles organizó una banda de jóvenes músicos que estudiaban música en el Wiley College de Austin, Texas. También trabajó en el circuito de clubes de Dallas durante este periodo, al parecer propiedad de un gánster que poseía 26 clubes nocturnos en toda la ciudad. En esta época, T-Bone Walker y Buddy Tate trabajaron para Towles.
En los años 1930, Towles transformó su banda en The Nat Towles Dance Orchestra, firmó con el National Orchestra Service y se centró en la música swing durante los años 1930 y 1940. En 1934 se instaló en North Omaha, un área comunitaria donde su banda permaneció durante los siguientes 25 años. Con este conjunto, Towles se batió en duelo con Lloyd Hunter por el dominio del muy disputado Near North Side en North Omaha, donde se estableció varias semanas en el club nocturno Dreamland Ballroom. En 1936 y 1937 cambió residencia al Krug Park de Omaha.
En 1943 también estuvo tres meses en el Rhumboogie Club de Chicago, y ese mismo año volvió a residir en el Dreamland Ballroom. Billy Mitchell tocó con él durante ese periodo. Ese año Towles también tocó extensamente en la ciudad de Nueva York, incluyendo una aparición en el Teatro Apollo. Entre los músicos más destacados de la orquesta de baile se encontraban el trombonista Buster Cooper y los saxofonistas Red Holloway, Buster Bennett y Preston Love. Towles siguió dirigiendo bandas durante toda la década de 1950.
En 1959 Towles se retiró a California para abrir un bar. Murió en Berkeley, California, de un ataque al corazón en enero de 1963.

## Influencia
A pesar de que en un número de la revista Billboard de 1940 se menciona a Towles como productor de «Best Patronage Reaction», su trabajo nunca encontró un verdadero reconocimiento nacional. Por esta razón hay muy pocas grabaciones de sus bandas.
En su papel de director de banda, a Towles se le atribuye haber influido en diversos músicos, como Sir Charles Thompson y Neal Hefti, así como en los saxofonistas altos Jimmy Heath, Oliver Nelson y Paul Quinichette. Como educador, Towles influyó en muchos músicos más jóvenes, como el pianista Duke Groner y el trombonista Buddy McLewis, también conocido como Joe McLewis.